# Szent fityma

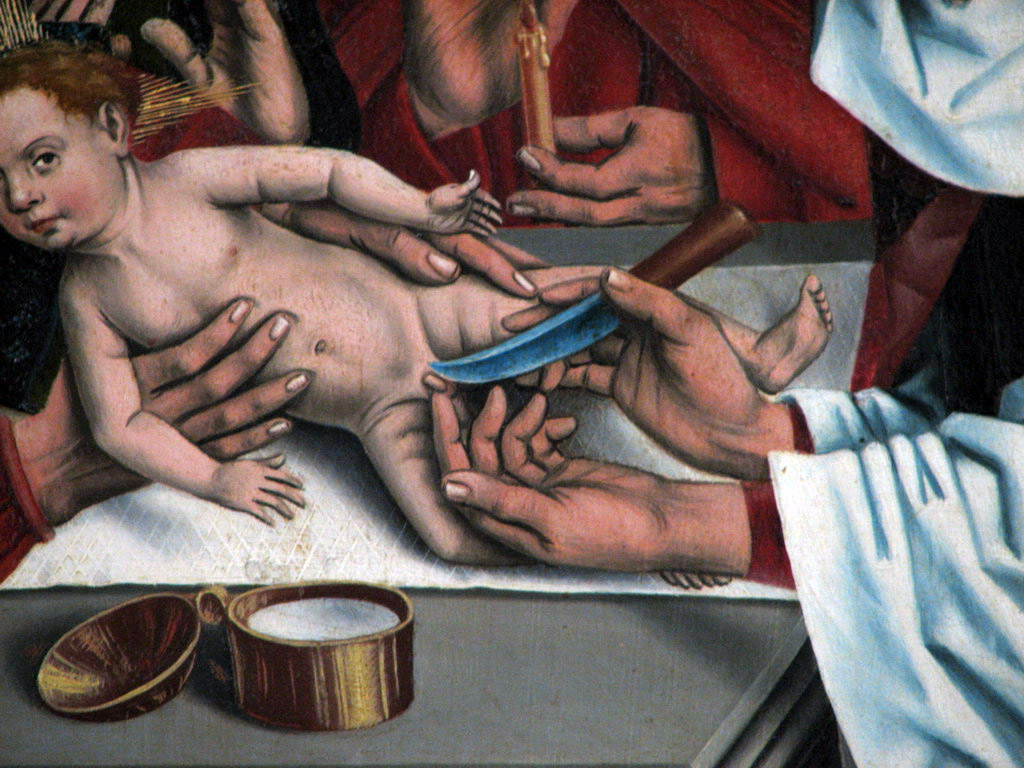
Jézus körülmetélése Friedrich Herlin 1466-os festményén

A szent fityma vagy szent előbőr egyike a Jézusnak tulajdonított ereklyéknek. Számos templom állította különböző korokban azt, hogy birtokában van a Jézus körülmetélésekor levágott bőrdarabnak, és különféle csodás erőket tulajdonítottak neki.

## Története
Lukács evangéliuma említi, hogy Jézust – a zsidó vallási törvénynek, a halákhának megfelelően – a születését követő nyolcadik napon körülmetélték. Számos keresztény egyház ma is megtartja erre emlékezve január elsején az Úr körülmetélésének ünnepét. A vélhetően az 5-6. században keletkezett arab gyermekség-evangélium állítja először, hogy a körülmetéléskor levágott bőr fennmaradt; eszerint a bába egy nárdusolajat tartalmazó alabástromdobozban tartósította, méghozzá ugyanabban, amiből Mária Magdolna később megkente Jézus lábát olajjal. A 14. században Szent Brigittának a látomásában megjelenő Mária azt mondta, Keresztelő Jánosnak adta tovább az ereklyét.
A középkorban számos, a szent előbőrnek mondott ereklye volt forgalomban, különböző források 8 és 18 közé teszik a számukat. Az első feljegyzett ilyen ereklyét Nagy Károly adta át III. Leó pápának királlyá koronázásakor, 800. december 25-én. A legenda szerint az előbőrt egy angyaltól kapta, amikor a Szent Sír-templomban imádkozott; egy prózaibb beszámoló szerint Eiréné bizánci császárnő adta neki ajándékba. A pápa más ereklyékkel együtt a lateráni bazilika szentélyében helyezte el, ahonnan Róma 1527-es kifosztásakor (Sacco di Roma) tűnt el.
A többi ereklyét is a Nagy Károly által kapottal azonosították, amelynek a sorsáról változatos történetek keringtek. Az egyik leghíresebb példányt I. Balduin jeruzsálemi király vásárolta Palesztinában az I. keresztes hadjárat alatt, majd Antwerpenbe küldte ajándékként. Híressé akkor vált, amikor Cambrai püspöke a mise során három vércseppet vett észre az oltárterítőn; külön kápolnát emeltek a csodatévő ereklyének, körmeneteket szerveztek és zarándokok jártak oda, és egy „Szent Előbőr Testvériség” is alakult, aminek a tagjai helyi nevezetességek voltak. Az ereklye 1566-ban eltűnt, de a kápolna ma is áll.
Az ereklyékhez számos, mai szemmel groteszk történet fűződött. Úgy tartották, hogy termékennyé teszi a meddő nőket, és könnyíti a szülést; V. Henrik Angliába szállíttatta a coulombs-i ereklyét, hogy fia születését elősegítse. Különösen népszerű volt az ereklye kultusza a női misztikusok körében; Sziénai Szent Katalin például látomásában, amelyben házasságra lépett a gyermek Krisztussal, jegygyűrűként kapta a bőrdarabot. Agnes Blannbekin beszámolt egy látomásról, amelyben kis darabokban lenyelte a szent fitymát; emiatt művei az egyház tilalmi listájára kerültek. Leo Allatius 17. századi katolikus teológus De Praeputio Domini Nostri Jesu Christi Diatriba (Értekezés Jézus Krisztus Urunk fitymájáról) című művében úgy vélte, hogy Jézus mennybemenetelekor a levágott fityma is az égbe emelkedett, és most a Szaturnusz gyűrűit alkotja.
Az ereklyék többsége eltűnt a reformáció és a „nagy” francia forradalom alatt. Legtovább az a példány maradt fenn, amelyet Calcatában, egy Rómához közeli olasz faluban találtak 1557-ben egy barlangban, ahol – a köré szövődő legenda szerint – a Rómát feldúló katonák egyike rejtette el, amikor menekülnie kellett. Az ereklyét minden újévkor körmenetben ünnepelték még a 20. században is, annak ellenére, hogy az Apostoli Szentszék egyre keményebben lépett fel a legenda ellen, amely mind kínosabbá vált számára. 1900-ban a szent előbőrről való beszédet és írást kiközösítés terhe mellett megtiltották; a második vatikáni zsinat az 1960-as években a körülmetélés ünnepét is eltörölte. A kultusznak végül az ereklye 1983-as eltűnése vetett véget.